# Przełęcz Lewińska
Przełęcz Lewińska (525 m n.p.m.) – przełęcz w Sudetach Środkowych, we Wzgórzach Lewińskich.

## Położenie
Przełęcz położona jest w południowo-wschodniej części Gór Stołowych we Wzgórzach Lewińskich około 1,1 km na północny wschód od Lewina Kłodzkiego.

## Fizjografia
Mało znacząca górska przełęcz stanowiąca niewielkie obniżenie w terenie, o niesymetrycznych i dość łagodnych skrzydłach i nieco stromych podejściach, wcinające się w podłoże strefy kontaktowej granitów i utworów czerwonego spągowca, w której leży. Przełęcz oddziela wzniesienie Lewińską Czubę (555 m n.p.m.) od masywu "Grodziec" z Grodczynem (803 m n.p.m.). Po północnej stronie w niewielkiej odległości od przełęczy prowadzi najciekawszy odcinek szlaku kolejowego z Kłodzka do Kudowy-Zdroju. Obszar w najbliższym otoczeniu przełęczy oraz podejścia, zajmują górskie łąki i pola uprawne, poniżej przełęczy południowo-wschodnią część podejścia przełęczy porasta las świerkowy regla dolnego z domieszką drzew liściastych. Rejon przełęczy obfituje w atrakcyjne krajobrazy, a sama odsłonięta przełęcz stanowi punkt widokowy, z którego roztacza się panorama Wzgórz Lewińskich, Gór Stołowych i widok na najpiękniejszy odcinek linii kolejowej.

## Turystyka
Przez przełęcz przechodzą szlaki turystyczne:
- szlak czerwony - Główny Szlak Sudecki imienia Mieczysława Orłowicza, fragment szlaku prowadzący z Błędnych Skał przez Kudowę-Zdrój do Dusznik-Zdroju i dalej.
- szlak niebieski - Przełęcz Lewińska - Lewin Kłodzki - Witów - Przełęcz Polskie Wrota - Ludowe - Bukowy Stawek - Zamek Homole[1]